# Gusuku

Bâtiment royal au sein du château de Shuri, à Naha (île d'Okinawa).

Le terme gusuku (ぐすく, 城, okinawaïen : gushiku) désigne souvent les châteaux ou forteresses de l'archipel Ryūkyū avec des murs en pierre. Cependant, l'origine et l'essence des gusuku restent controversées. Dans l'archéologie de l'actuelle préfecture d'Okinawa, la « période gusuku » renvoie à l'époque archéologique de l'archipel Ryūkyū qui suit la période « monticule de coquilles » et précède le royaume de Ryūkyū.
De nombreux gusuku et les vestiges culturels liés à l'île d'Okinawa sont répertoriés comme patrimoine mondial par l'UNESCO sous l’appellation « sites gusuku et biens culturels associés du royaume de Ryūkyū ».